# Lacs de Morgon
Pour les articles homonymes, voir Morgon.
Les lacs de Morgon constituent un chapelet de lacs situés dans la vallée de la Tinée (Alpes-Maritimes).
Le premier est le Grand lac de Morgon situé à une altitude de 2427 m.
Le second est le lac Morgon médian (2470 m) et le troisième est le lac Morgon supérieur (2480 m).
Il est à noter que trois autres lacs se situent dans la proximité immédiate des lacs de Morgon : les lacs Les Laussets.

## Itinéraire
Sur la route du Col de la Bonette, versant Tinée, démarrer du Camp des Fourches, et rejoindre le Col des Fourches.
Suivre le GR 5 en descendant dans le ravin de Cougnas. Quitter le GR à la balise 37 (2100 m), et suivre à main droite le sentier légèrement tracé ainsi que les cairns, en remontant en rive droite le long du torrent de Salso Moreno.
S'engager sur la droite dans un petit défilé rocheux, puis accéder au Grand lac Morgon.
De là, prendre la direction nord-est pour atteindre le lac Morgon médian puis le lac Morgon supérieur.

## Galerie

Vue détaillée de chacun des lacs
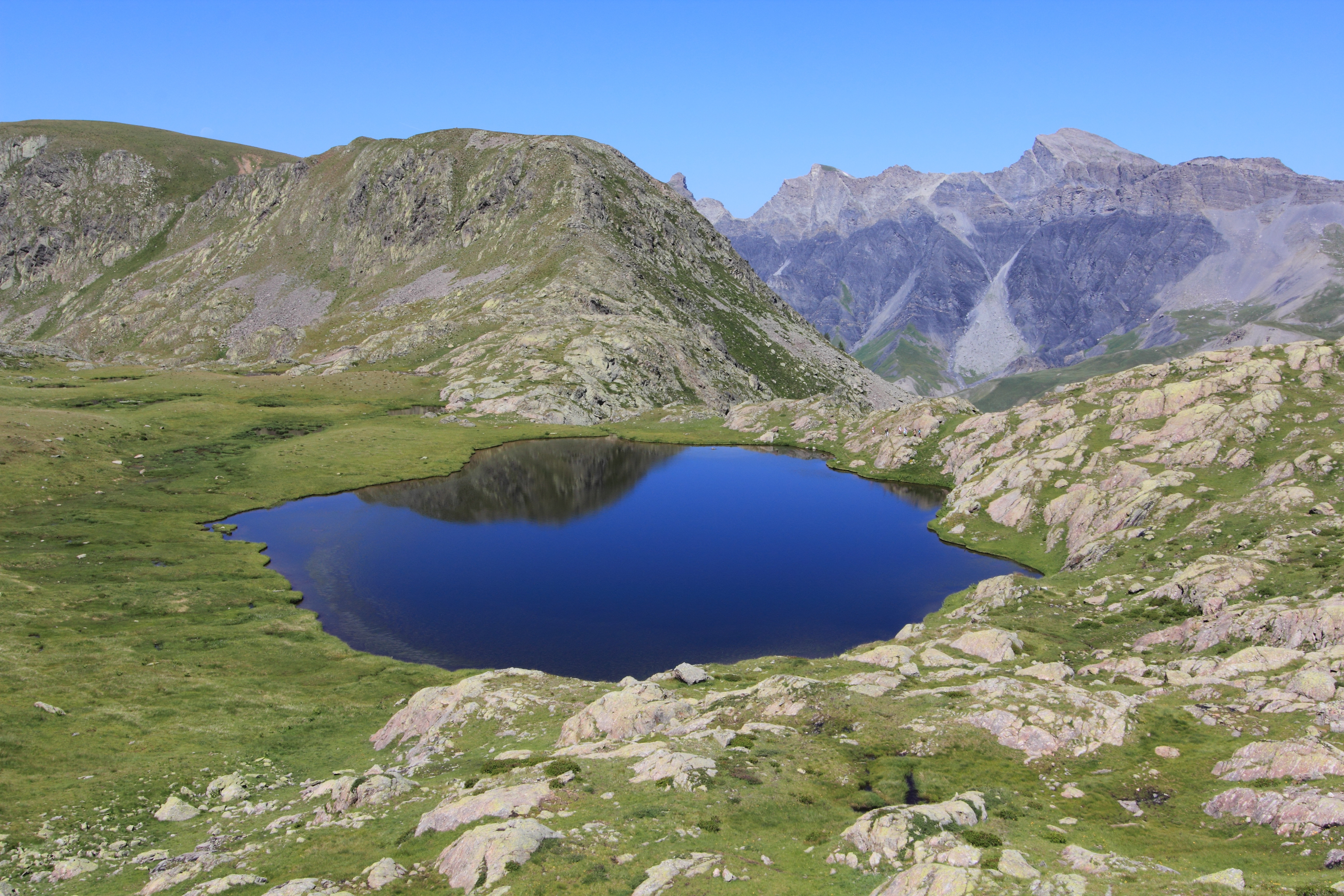
Grand lac de Morgon (2427 m).
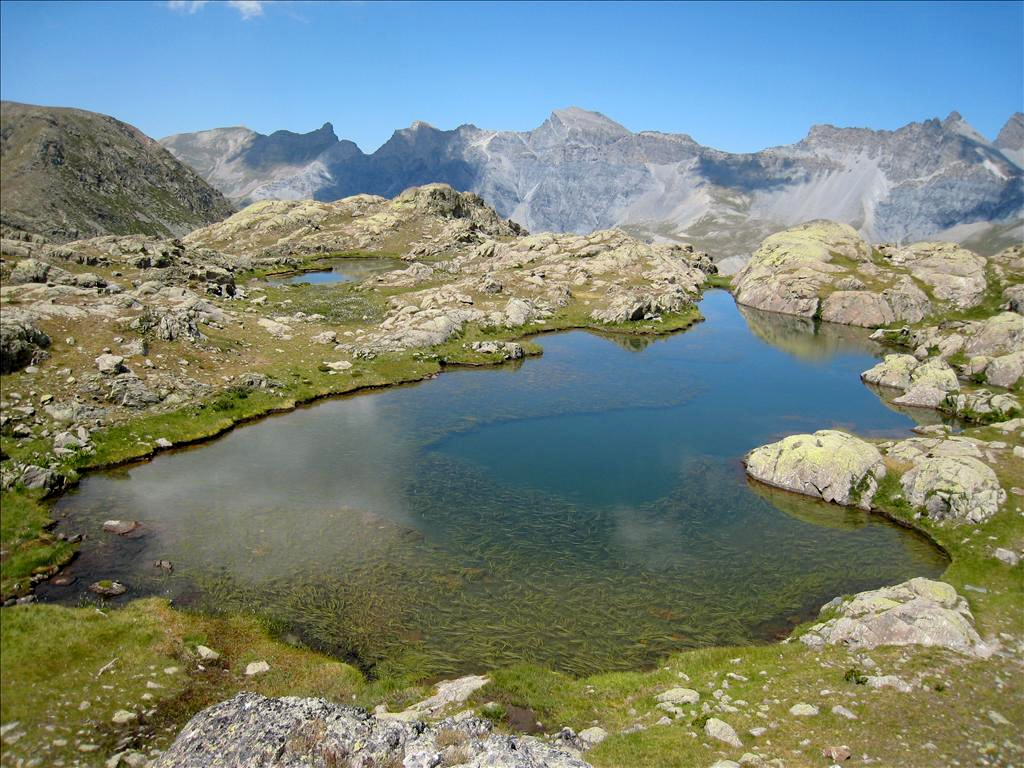
Lac Morgon Médian (2470 m).
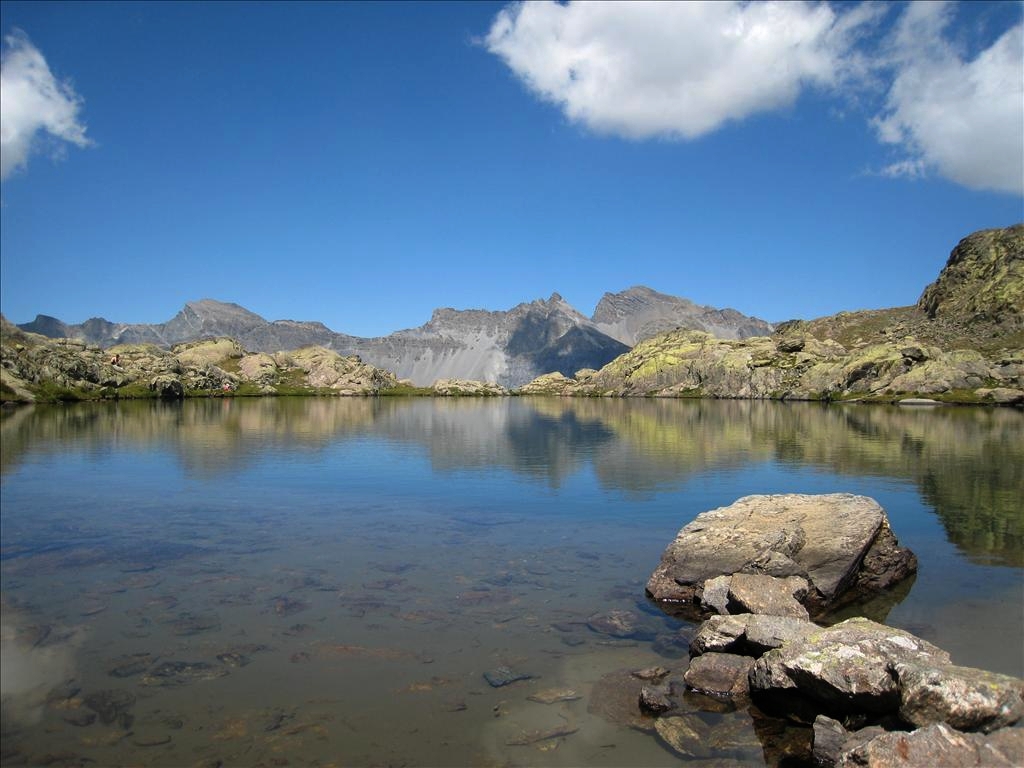
Lac Morgon Supérieur (2480 m).